# Dědice
Dědice (německy Dieditz, Tietitz) jsou obec v okrese Třebíč v Kraji Vysočina. Leží jižně od města Třebíče a asi 5 km západně od Moravských Budějovic. Žije zde 135 obyvatel.
Sousedními obcemi sídla jsou Rácovice, Kojatice, Moravské Budějovice, Nimpšov a Nové Syrovice.

## Geografie
Dědicemi prochází ze západu na východ silnice II/152 z Rácovic do Moravských Budějovic, severozápadním směrem vede silnice do Budkova a východním do Nimpšova a Nových Syrovic. Ze zastavěného území obce jižně vede užitková silnice do Kojatic.  
Severně od vesnice se nachází památkově chráněná železniční zastávka Dědice, přes tu vede občasně využívaná železniční trať Moravské Budějovice–Jemnice, dále směrem na Rácovice vede podél silnice II/152. 
Východní území obce je využíváno zemědělsky, západní pak je zalesněné. Jižní hranice obce je také zalesněná, izolovaný les se nachází také západně od zastavěného území obce. 
Západně od hranice území obce pramení Syrovický potok, ten teče dál na východ přes zastavěné území obce, po cca 7 km se vlévá u Ctidružic do Jevišovky. Na západním okraji pramení nepojmenovaný potok, který pak teče dál na západ, kde se vlévá do Bihanky, další nepojmenovaný potok pramení na východním okraji území obce a teče dál východně přes Nimpšov. 
Většina území obce je rovinatá, západně od vesnice se nachází nepojmenovaný vrchol s kótou 519 m. 
Zastavěné území obce se nachází na severním okraji území obce, jižně se pak nachází hájenka Dubina. 
V jihozápadní části území obce se nachází významný dub.

## Historie
Území vesnice bylo osídleno pravděpodobně i v pravěku, na území obce byly nalezeny kamenné nástroje, existují i nálezy z doby slovanského osídlení. První zmínka o obci pochází z roku 1353, kdy je uveden Zbyněk z Dědic v Zemských deskách brněnských. Obec byla pojmenována buď po slovu děd nebo od slovního významu slova dědictví.
Mezi roku 1353 a 1369 patřila obec do zástavy Lichtenburků, ale v roce 1406 pak Albrecht z Lichtenburka zastavil vesnici Šavlovi z Drásova a ten ji pak prodal budějovickému špitálu. Někdy kolem roku 1350 vznikla nedaleko obce osada Bořečkovice, která byla osídlena ještě kolem roku 1481, ale již kolem roku 1531 je zmíněna jako opuštěná. Nicméně v roce 1498 pak byla prodány Dědice, Hornice a Kojatice Václavovi z Ludanic (koupil ves od Vladislava II.). V 16. století pak získal vesnici Zdeněk Bítovský z Lichtenburka, který pak roku 1563 prodal vesnice Blatnici, Dědice, Hostim, Jiřice, Lažínky, Příštpo, Radkovice, Vesce a Zvěrkovice Jiřímu Valeckému z Mírova, ten pak v roce 1573 prodal Bačkovice, Dědice, Hornice a Kojatice Václavu Tavíkovskému z Tavíkovic - tím se Dědice dostaly pod správu polického panství. Roku 1576 zemřel Václav Tavíkovský a jeho majetky získala jeho dcera Eva, ta pak předala majetky v roce 1590 Kryštofovi Teuflovi z Grundersdorfu, se kterým byla sezdána. Ten ale dědictví hned v roce 1600 prodal Voršile z Inky, která pak prodala majetek zřejmě Ottovi Kotulinskému z Kotulína, ten zemřel bez dědice a před smrtí slíbil svůj majetek svému sluhovi pod podmínkou, že mu bude sloužit až do jeho smrti. Ale sluha jej roku 1635 zavraždil a byl popraven. Vesnice tak připadla zeměpanské komoře, o rok později pak vesnici koupil Benedikt Palastaj z Kasejova. Roku 1667 však vesnice již patřila Janu Kořenskému z Terešova a pak byla prodána Jakubovi Berchtoldovi, který spojil polické a uherčické panství.
Během třicetileté války vesnice byla téměř opuštěna, ale roku 1671 se do vesnice přistěhovalo několik rodin. V roce 1770 byly domy v obci očíslovány. Posléze v obci žilo několik čtvrtláníků a chalupníků, kteří až do roku 1820 hospodařili na úhorech. V letech 1679 a 1709 se ve vsi objevil mor. Mezi roky 1740 a 1771 přes vesnici a okolí táhli pruští vojáci, v roce 1805, 1809 a 1813 pak i francouzští vojáci. V roce 1831 pak byla obec postižena cholerou. Roku 1837 pak vesnice patřila Augustovi von Segür, který pak Dědice, Hornice a Kojatice prodal Karlovi z Nimpšů, který vesnici spojil s novosyrovickým panstvím. Součástí panství pak zůstala vesnice až do roku 1848, kdy proběhly správní reformy.
V roce 1866 pak opět přes vesnici táhli pruští vojáci a v roce 1892 byla postavena silnice mezi Budkovem a Dědicemi. Roku 1896 pak byl slavnostně spuštěn provoz na železniční trati Moravské Budějovice – Jemnice a byla také otevřena stanice v Dědicích, roku 1973 byla ale změněna v zastávku bez obsluhy. V roce 1903 byla v Dědicích založena škola (ta byla zrušena v roce 1975).
Během 1. světové války museli narukovat všichni muži z vesnice, jeden z nich na italské frontě zahynul. Po vzniku Československa bylo na návsi v roce 1919 vysázeno 16 lip svobody.
V roce 1930 byla obec elektrifikována a roku 1934 byla postavena kaplička. Druhá světová válka obec zasáhla jen mírně, byla dočasně zrušena školní docházka a několik občanů bylo nuceně nasazeno. Dne 9. května 1945 do obce přijela Rudá armáda. Byl zřízen revoluční národní výbor, jehož předsedou byl zvolen Klement Bílý. Z vesnice bylo odsunuto 5 rodin německé národnosti. V březnu roku 1946 byl ustanoven místní národní výbor. V roce 1952 byl do vesnice zaveden telefon a v roce 1953 pak bylo založeno JZD. V roce 1975 byla zrušena škola a žáci přešli do školy v Nových Syrovicích, roku 1976 pak došlo k opravě železniční zastávky.
Do roku 1849 patřily Dědice do novosyrovického panství, od roku 1850 patřily do okresu Znojmo, pak od roku 1896 do okresu Moravské Budějovice a od roku 1960 do okresu Třebíč. Mezi lety 1980 a 1990 byla obec začleněna pod Nové Syrovice, následně se obec osamostatnila.
| Rok            | 1869 | 1880 | 1890 | 1900 | 1910 | 1921 | 1930 | 1950 | 1961 | 1970 | 1980 | 1991 | 2001 | 2011 | 2021 |
| -------------- | ---- | ---- | ---- | ---- | ---- | ---- | ---- | ---- | ---- | ---- | ---- | ---- | ---- | ---- | ---- |
| Počet obyvatel | 226  | 199  | 191  | 200  | 187  | 192  | 210  | 185  | 174  | 174  | 158  | 138  | 141  | 141  | 114  |
| Počet domů     | 34   | 35   | 37   | 39   | 42   | 42   | 42   | 46   | 39   | 41   | 43   | 46   | 50   | 51   | 55   |

## Politika

### Volby do Poslanecké sněmovny
|       | 2006               | 2010               | 2013               | 2017               | 2021                 |
| ----- | ------------------ | ------------------ | ------------------ | ------------------ | -------------------- |
| 1.    | ČSSD (36,61 %)     | KSČM (19,11 %)     | KSČM (30,0 %)      | ANO (23,68 %)      | Piráti+STAN (28,2 %) |
| 2.    | KSČM (22,53 %)     | TOP 09 (19,11 %)   | KDU-ČSL (20,0 %)   | KSČM (21,05 %)     | ANO (24,35 %)        |
| 3.    | KDU-ČSL (18,3 %)   | ČSSD (14,7 %)      | ČSSD (13,33 %)     | KDU-ČSL (11,84 %)  | SPD (16,66 %)        |
| účast | 63,39 % (71 z 112) | 65,09 % (69 z 106) | 56,07 % (60 z 107) | 72,38 % (76 z 105) | 76,47 % (78 z 102)   |

### Volby do krajského zastupitelstva
|      | 1.                 | 2.                       | 3.                          | účast              |
| ---- | ------------------ | ------------------------ | --------------------------- | ------------------ |
| 2000 | 4KOALICE (36,58 %) | KSČM (29,26 %)           | ODS (9,75 %)                | 40,59 % (41 z 101) |
| 2004 | KDU-ČSL (42,5 %)   | KSČM (20 %)              | ČSSD (17,5 %)               | 38,83 % (40 z 103) |
| 2008 | ČSSD (42,85 %)     | KSČM (25 %)              | KDU-ČSL (17,85 %)           | 50,91 % (56 z 110) |
| 2012 | STO (62,74 %)      | ČSSD (15,68 %)           | KSČM (13,72 %)              | 45,95 % (51 z 111) |
| 2016 | KSČM (20,37 %)     | STO (16,66 %)            | SPD + SPO (16,66 %)         | 50,94 % (54 z 106) |
| 2020 | Piráti (18,91 %)   | ODS+STO (18,91 %)        | KDU-ČSL (13,51 %)           | 36,27 % (37 z 102) |
| 2024 | ANO (33,33 %)      | ODS+TOP 09+STO (17,94 %) | SPD+Trikolora+PRO (17,94 %) | 37,5 % (39 z 104)  |

### Prezidentské volby
V prvním kole prezidentských voleb v roce 2013 první místo obsadil Miloš Zeman (21 hlasů), druhé místo obsadil Jan Fischer (16 hlasů) a třetí místo obsadil Jiří Dienstbier (16 hlasů). Volební účast byla 70,37 %, tj. 76 ze 108 oprávněných voličů. V druhém kole prezidentských voleb v roce 2013 první místo obsadil Miloš Zeman (48 hlasů) a druhé místo obsadil Karel Schwarzenberg (24 hlasů). Volební účast byla 66,06 %, tj. 72 ze 109 oprávněných voličů.
V prvním kole prezidentských voleb v roce 2018 první místo obsadil Miloš Zeman (32 hlasů), druhé místo obsadil Pavel Fischer (19 hlasů) a třetí místo obsadil Jiří Drahoš (13 hlasů). Volební účast byla 66,98 %, tj. 71 ze 106 oprávněných voličů. V druhém kole prezidentských voleb v roce 2018 první místo obsadil Miloš Zeman (40 hlasů) a druhé místo obsadil Jiří Drahoš (28 hlasů). Volební účast byla 66,02 %, tj. 68 ze 103 oprávněných voličů.
V prvním kole prezidentských voleb v roce 2023 první místo obsadil Andrej Babiš (37 hlasů), druhé místo obsadila Danuše Nerudová (20 hlasů) a třetí místo obsadil Petr Pavel (12 hlasů). Volební účast byla 80,20 %, tj. 81 ze 101 oprávněných voličů. V druhém kole prezidentských voleb v roce 2023 první místo obsadil Andrej Babiš (42 hlasů) a druhé místo obsadil Petr Pavel (37 hlasů). Volební účast byla 77,45 %, tj. 79 ze 102 oprávněných voličů.

## Zajímavosti a pamětihodnosti
- Pomník pyrotechnika Šurgota
- Zvonička z poloviny 18. století
- Železniční stanice Dědice[25]

## Osobnosti
- Jakub A. Bílý (1892–1959), kněz
- Marie Pachtová (* 1932), lidová tvůrkyně
- Karel Růžička (1895–?), advokát